# Burdett, Kansas
Burdett là một thành phố thuộc quận Pawnee, tiểu bang Kansas, Hoa Kỳ. Năm 2010, dân số của xã này là 247 người.

## Dân số
Dân số các năm:
- Năm 2000: 256 người
- Năm 2010: 247 người